# Tomasz Tharczay
Tomasz Tarczay, (Tharczay), (ur. w XV w., zm. 1493 w Torysie na Górnych Węgrzech) – zmadziaryzowany Słowak, starosta lipiański.

## Życiorys
Wychowywany był na dworze króla Macieja Korwina, któremu jako żołnierz pozostał wierny aż do śmierci.
Jako dowódca brał udział w wielu bitwach na terenie Czech i Austrii.
W styczniu 1474 r. dowodził sześciotysięcznym oddziałem Macieja Korwina przeciw Kazimierzowi Jagiellończykowi. W ramach odwetu w walce między Maciejem Korwinem a Jagiellonami o tron węgierski oraz czeski najechał i spustoszył Podkarpacie aż po Jasło, Pilzno i Muszynę. Nie udało się mu zdobyć Gorlic i Krosna. Tomasz Tarczay, który był sprawcą pożaru, na widok spalonego szpitala przy kościele pw. Św. Ducha na przedmieściu Krosna doznał wyrzutów sumienia i podarował rajcom 200 grzywien.
Za zasługi wojskowe dla Węgier otrzymał wiele posiadłości. Pod koniec życia mieszkał w Torysie, gdzie przed 1490 r. zbudował zamek i wzmocnił mury twierdzy. W testamencie napisanym w roku 1490 (złożonym w archiwach Bardiowa) nakazał znaczne sumy pieniędzy przeznaczyć dla sąsiednich kościołów i plebanii. Dla przytułku w Pehesnej w Polsce, który zniszczyła jego armia, wyłożył 1.000 forintów. Wcześniej, w roku 1478 sprzedał za 400 złote m. Spišská. W Niżnym Sławkowie rozdał połowę majątku i ufundował mszę wieczystą za swoją duszę. Zmarł w 1493 w Torysie.
W kościele św. Marcina w Lipianach, w kaplicy rodziny Tarczaych, znajduje się jego nagrobek – pomnik z czerwonego marmuru z datą 1493 r. i napisem: HIC SEPULTUS EST GENEROSUS ET STRENVUS MILES DOMINUS THOMAS TARCZAY MILLESIMO CCCC NONAGESIMO TERTIO. (Tu został pochowany szlachetny i dzielny żołnierz Tomasz TARCZAY w 1493).
Jego syn Mikołaj Tarczay, który został w 1519 r. administratorem i szambelanem królewskim w Szaryszu, po śmierci ojca otrzymał duży spadek (1/6 ziem Szaryszu).